# Chaker Alhadhur
Chaker Alhadhur (Nantes, 4 december 1991) is een Frans-Comorees voetballer die bij voorkeur als linksback speelt. Hij stroomde in 2010 door vanuit de jeugd van FC Nantes.

## Clubcarrière
Alhadhur werd geboren in Nantes en sloot zich aan in de jeugdopleiding van FC Nantes. Hij debuteerde voor de club uit zijn geboortestad tijdens het seizoen 2010/11. Op 2 december 2011 werd hij voor anderhalve maand uitgeleend aan Aviron Bayonnais. Aanvankelijk zou hij tot het einde van het seizoen uitgeleend worden, maar Nantes haalde hem reeds op 22 januari 2012 terug. Tijdens het seizoen 2012/13 speelde hij vijf competitiewedstrijden voor Nantes. Het seizoen erop veroverde hij een basisplaats.

## Statistieken
| Seizoen | Club                  | Land      | Competitie           | Wed. | Doelp. |
| ------- | --------------------- | --------- | -------------------- | ---- | ------ |
| 2010/11 | FC Nantes             | Frankrijk | Ligue 2              | 1    | 0      |
| 2011/12 | → Aviron Bayonnais FC | Frankrijk | Championnat National | 1    | 0      |
| 2011/12 | FC Nantes             | Frankrijk | Ligue 2              | 2    | 0      |
| 2012/13 | FC Nantes             | Frankrijk | Ligue 2              | 5    | 0      |
| 2013/14 | FC Nantes             | Frankrijk | Ligue 1              | 15   | 0      |
| 2014/15 | FC Nantes             | Frankrijk | Ligue 1              | 15   | 0      |
| 2015/16 | SM Caen               | Frankrijk | Ligue 1              | 10   | 0      |
| 2016/17 | SM Caen               | Frankrijk | Ligue 1              | 0    | 0      |
| 2017/18 | → LB Châteauroux      | Frankrijk | Ligue 2              | 32   | 2      |
| 2018/19 | SM Caen               | Frankrijk | Ligue 1              | 0    | 0      |
| Totaal  | Totaal                | Totaal    | Totaal               | 81   | 2      |

1 Lafont ·
2 Duverne ·
3 Cozza ·
4 Pallois ·
5 Chirivella  ·
6 Augusto ·
7 Ganago ·
8 Lepenant ·
10 Kadewere ·
11 Coco ·
17 Gbamin ·
21 Castelletto ·
22 Thomas ·
25 Mollet ·
27 Simon ·
28 Centonze ·
30 Carlgren ·
31 Mohamed ·
39 Abline ·
44 Zézé ·
50 Barbet ·
98 Amian ·
Coach: Kombouaré
· Keeperstrainer: Grondin